# Episodi di Dragon Ball Z (seconda stagione)
La seconda stagione della serie televisiva anime Dragon Ball Z si intitola Saga di Namecc (ナメック星編?, Namekku-sei hen) e comprende gli episodi dal 36 al 74. È prodotta da Toei Animation con regia di Daisuke Nishio, basata sul manga Dragon Ball di Akira Toriyama. A seguito dello scontro con Vegeta e Nappa, i compagni di Goku partono alla volta del pianeta Namecc in cerca delle sfere del drago per riportare in vita i loro amici caduti sul campo di battaglia; qui però sono costretti ad affrontare le forze comandate dall'imperatore galattico Freezer, che vuole impossessarsi delle sfere per ottenere l'immortalità.
La stagione è andata in onda in Giappone su Fuji TV di mercoledì dal 14 febbraio 1990 al 16 gennaio 1991. L'edizione italiana è stata trasmessa in prima visione tra il 23 marzo e il 27 giugno 2000 su Italia 1 dal lunedì al sabato, inizialmente con un episodio e mezzo giornalieri, ridotti dal 12 giugno ad un episodio singolo.
Le sigle impiegate nell'edizione originale sono Cha-La Head-Cha-La di Hironobu Kageyama per l'apertura e Detekoi tobikiri Zenkai Power! di Manna per la chiusura, sostituite nel passaggio televisivo italiano dalla sigla unica What's My Destiny Dragon Ball, cantata da Giorgio Vanni.

## Lista episodi
| Nº | Titolo italiano Giapponese 「Kanji」 - Rōmaji | In onda           | In onda                                             |
| Nº | Titolo italiano Giapponese 「Kanji」 - Rōmaji | Giapponese        | Italiano                                            |
| 36 | La speranza vive su Namecc 「飛び出せ宇宙へ! 希望の星はピッコロの故郷」 - Tobidase Uchū e! Kibō no Hoshi wa Pikkoro no Furusato | 14 febbraio 1990  | 23 maggio 2000                                      |
| 36 | Bulma, il Maestro Muten, Chichi e gli altri amici giungono sul luogo dello scontro tra Goku e Vegeta con il loro velivolo per soccorrere i feriti. Dirigendosi verso il luogo del primo incontro con i Saiyan per recuperare i corpi dei lottatori morti nello scontro, Crilin ricorda che aveva sentito Vegeta dire a Nappa che sul pianeta Namecc ci sono altre sfere del drago ancora più potenti. La speranza dei nostri amici, nonostante le perplessità di Bulma sull'effettiva possibilità di fare un tale viaggio, è quella di andare sul pianeta Namecc (che grazie a Re Kaioh scoprono essere lontanissimo ma popolato), trovare le sfere del drago e far resuscitare i loro amici morti: Yamcha, Jiaozi, Tenshinhan e Piccolo. |                   |                                                     |
| 37 | Il veicolo spaziale del Supremo 「謎のユンザビット! 神様の宇宙船を探せ」 - Nazo no Yunzabitto! Kamisama no Uchūsen o Sagase | 21 febbraio 1990  | 24 maggio 2000                                      |
| 37 | Per arrivare su Namecc i nostri amici, riuniti nella stanza d'ospedale dove sono assistiti Goku e Gohan, provano a richiamare la navicella di Nappa, di cui Crilin aveva rubato il telecomando in un momento di distrazione di Vegeta, in quanto unico mezzo capace di sostenere un simile viaggio. Bulma però preme per errore il tasto di autodistruzione, e tutto il gruppo vede dalla televisione l'esplosione della capsula. Sopraggiunge però Popo con il suo tappeto volante, che avvicinandosi alla finestra della camera annuncia che potrebbe aver trovato una soluzione alternativa. Conduce perciò Bulma con il teletrasporto sulle montagne rocciose dall'altro capo del mondo per farle vedere la navicella di Dio, che fu inviato sulla Terra molto tempo fa dai suoi genitori per sfuggire alla catastrofe che ha colpito il pianeta Namecc, con la quale, dopo qualche piccola prova per verificare che fosse ancora funzionante attraverso dei comandi vocali, partiranno per andare sul pianeta di origine di Piccolo. |                   |                                                     |
| 38 | Il trio al decollo 「ナメック星行き発進! 悟飯たちを待つ恐怖」 - Namekkusei Iki Hasshin! Gohantachi o Matsu Kyōfu | 28 febbraio 1990  | 24 maggio 2000 (1ª parte) 25 maggio 2000 (2ª parte) |
| 38 | La navicella di Dio è perfettamente funzionante, per cui il gruppo può utilizzarla. Gohan intende unirsi al viaggio spaziale perché vuole resuscitare il suo grande amico Piccolo, perciò, nonostante le proteste di sua madre, parte assieme a Crilin e Bulma per andare verso Namecc. |                   |                                                     |
| 39 | Collisione nello spazio 「敵か味方か? 謎の巨大宇宙船の子供たち」 - Teki ka Mikata ka? Nazo no Kyodai Uchūsen no Kodomotachi | 7 marzo 1990      | 25 maggio 2000                                      |
| 39 | Durante il loro viaggio nello spazio Bulma, Crilin e Gohan prima si trovano a fronteggiare delle altre navicelle che li colpiscono aprendo il fuoco, poi subito dopo si imbattono in una navicella-specchio, all'interno della quale, dopo averla esplorata arrivando in una sala con una tavola imbandita, vengono catturati da alcuni bambini. |                   |                                                     |
| 40 | A bordo della navicella-specchio 「ホントにホント? あれが希望のナメック星」 - Honto ni Honto? Are ga Kibō no Namekkusei | 14 marzo 1990     | 26 maggio 2000                                      |
| 40 | I bambini che hanno catturato Bulma, Crilin e Gohan credono che essi siano seguaci di un certo Freezer, così li minacciano con le loro armi. Ma, dopo essere stati salvati da Crilin e Gohan da un attacco esterno, raccontano che Freezer ha ucciso i loro genitori sul loro pianeta e solo grazie alla navicella-specchio essi si sono salvati. Venuti anche loro a conoscenza del fatto che il trio è in viaggio verso Namecc, un ragazzo mostra una scorciatoia a Bulma per arrivare prima sul pianeta. |                   |                                                     |
| 41 | Atterraggio su Namecc 「親切な宇宙人 いきなりあったよ五星球」 - Shinsetsu na Uchūjin — Ikinari Atta yo Ūshinchū | 21 marzo 1990     | 26 maggio 2000 (1ª parte) 27 maggio 2000 (2ª parte) |
| 41 | Bulma, Crilin e Gohan atterrano in maniera abbastanza turbolenta su quello che credono essere Namecc ma in realtà è un altro pianeta, e perdono i sensi. Vengono risvegliati e accolti da due finti namecciani, Raiti e Zacro, che dicendo loro di aver captato con i poteri magici tutta la loro storia si mostrano molto amichevoli, offrendosi di aiutarli a recuperare le famigerate sfere del drago. Dandosi subito alla ricerca, grazie al radar di Bulma individuano e recuperano subito la prima, che si trova nelle profondità di un lago. |                   |                                                     |
| 42 | La guarigione di Vegeta 「惑星フリーザNo.79 復活のベジータ!!」 - Wakusei Furīza Nanbā Nanajūkyū — Fukkatsu no Bejīta!! | 4 aprile 1990     | 27 maggio 2000                                      |
| 42 | Bulma, Crilin e Gohan, con l'aiuto di Zacro, vivendo alcune avventure con le creature mostruose che popolano il pianeta recuperano altre due sfere del drago. Vegeta intanto, arrivato su un pianeta e messo dentro a una vasca di rianimazione, viene curato e si riprende dallo scontro con Goku. |                   |                                                     |
| 43 | Colpo di scena all'ultima sfera 「そろったぞ神龍球! ピッコロさんも生き返る」 - Sorotta zo Doragon Bōru! Pikkorosan mo Ikikaeru | 11 aprile 1990    | 29 maggio 2000                                      |
| 43 | Dopo aver recuperato la fittizia sesta sfera del drago, Raiti e Zacro rivelano la loro vera identità a Crilin, Gohan e Bulma, e cioè che sono due mostri, facendo loro capire che quello dove erano capitati non era Namecc ma un pianeta sperduto nell'universo e per nulla ospitale, i cui paesaggi ed animali loro stessi avevano ricreato sotto forma di illusioni: stavano giusto aspettando che arrivasse qualcuno con un'astronave per poter fuggire da esso sfruttando delle particolari coincidenze astrali che avvengono sporadicamente, per cui incastrano Crilin e Gohan tramite alcune creature con dei tentacoli e si avviano verso la loro navicella. Vegeta, venuto a conoscenza che Freezer è diretto su Namecc per chiedere l'immortalità con le sfere magiche, si infuria e con la sua navicella si mette subito in viaggio per assicurarsi che non esaudisca il suo desiderio. |                   |                                                     |
| 44 | Un nuovo nemico 「あらたな強敵! 宇宙の帝王フリーザ」 - Arata na Kyōteki! Uchū no Teiō Furīza | 18 aprile 1990    | 29 maggio 2000 (1ª parte) 30 maggio 2000 (2ª parte) |
| 44 | Bulma, Crilin e Gohan, dopo essersi sbarazzati dei due mostri Raiti e Zacro, ripartono e raggiungono il vero pianeta Namecc, che a Gohan sembra subito familiare per come gli si presenta. Al loro atterraggio li attende però una brutta sorpresa: Crilin e Gohan rilevano una forte presenza malvagia, e come se non bastasse anche Vegeta atterra vicino a loro con la sua capsula. |                   |                                                     |
| 45 | Tre pretendenti per le sette sfere 「野望のベジータ! 宇宙一の戦士はオレだ!!」 - Yabō no Bejīta! Uchūichi no Senshi wa Ore Da!! | 25 aprile 1990    | 30 maggio 2000                                      |
| 45 | Subito dopo l'atterraggio di Vegeta anche un altro misterioso personaggio arriva sul pianeta Namecc: si tratta di Kyui, un seguace di Freezer. Esso si imbatte subito in Vegeta, che decide di affrontarlo, ma il Saiyan lo sconfigge facilmente visto che dopo il duello con Goku sulla Terra ha aumentato la sua forza. Freezer e i suoi scagnozzi hanno già raccolto quattro sfere, e stanno sterminando i namecciani per procurarsi le altre. Crilin, Gohan e Bulma nel frattempo meditano sull'eventualità di abbandonare il pianeta per tornarci insieme a Goku, ma in conseguenza di un combattimento con due uomini di Freezer la loro navicella si rompe. In via provvisoria perciò Crilin e Gohan si mettono sulle tracce delle sfere, per impedire a Vegeta di raggiungere i suoi scopi, e invitano Bulma a ripararsi da eventuali ulteriori attacchi all'interno di una caverna lì vicino, ma in quel preciso momento avvertono una forza potentissima avvicinarsi. |                   |                                                     |
| 46 | Goku in azione 「悟空パワー全開!! 銀河の果てまで6日間」 - Gokū Pawā Zenkai!! Ginga no Hate made Muikakan | 2 maggio 1990     | 31 maggio 2000                                      |
| 46 | La presenza malvagia che Crilin e Gohan hanno rilevato appartiene a Freezer, un essere ancora più potente di Vegeta, il quale insieme ai suoi seguaci Zarbon e Dodoria è alla ricerca della quinta sfera del drago. Intanto Goku si riprende completamente dallo scontro con Vegeta grazie ad un fagiolo di Karin e, tramite una navicella costruita in tempi velocissimi dal padre di Bulma, si mette subito in viaggio alla volta di Namecc. |                   |                                                     |
| 47 | Scontro con i namecciani 「意表をついた攻撃!! 長老の狙いはスカウター」 - Ihyō o Tsuita Kōgeki!! Chōrō no Nerai wa Sukautā | 9 maggio 1990     | 31 maggio 2000 (1ª parte) 1º giugno 2000 (2ª parte) |
| 47 | Crilin e Gohan, in volo all'inseguimento dei nemici che avevano visto poco prima, si nascono in cima ad un promontorio e osservano Freezer e i suoi uomini mentre costringono i namecciani di un piccolo villaggio a consegnare loro la quinta sfera del drago. All'improvviso arrivano tre guerrieri di Namecc che affrontano con successo i soldati di Freezer. Approfittando della distrazione dei nemici, l'anziano del villaggio distrugge tutti i rilevatori di combattimento, per impedire agli alieni di trovare altri villaggi e quindi le altre sfere. |                   |                                                     |
| 48 | La furia di Dodoria 「悟飯危うし! 死を呼ぶ追跡者ドドリア」 - Gohan Ayaushi! Shi o Yobu Tsuisekisha Dodoria | 16 maggio 1990    | 1º giugno 2000                                      |
| 48 | Dodoria uccide i tre guerrieri senza difficoltà: a questo punto l'anziano è costretto a cedere la sfera del drago. Tuttavia egli si rifiuta di dire a Freezer dove si trovano i restanti villaggi, così Dodoria uccide uno dei due nipotini del namecciano e in seguito l'anziano stesso. Gohan, sconvolto da quanto visto, esce dal nascondiglio e si lancia contro Dodoria: Crilin lo segue a ruota portando in salvo il piccolo namecciano sopravvissuto e scappando insieme al compagno per tornare alla caverna. Dodoria li insegue, ma viene disorientato dal Colpo del Sole lanciato da Crilin. |                   |                                                     |
| 49 | Vegeta contro Dodoria 「爆死ドドリア! ベジータの恐るべき衝撃波」 - Bakushi Dodoria! Bejīta no Osoru Beki Shōgekiha | 23 maggio 1990    | 2 giugno 2000                                       |
| 49 | Vegeta affronta e uccide Dodoria, che prima di morire gli rivela una verità di cui non era a conoscenza, ovvero che era stato Freezer a distruggere il pianeta Vegeta e non un asteroide come lui aveva sempre creduto. |                   |                                                     |
| 50 | Pronto intervento nello spazio 「燃える惑星からの脱出!! 命がけのカメハメ波」 - Moeru Wakusei kara no Dasshutsu!! Inochigake no Kamehameha | 30 maggio 1990    | 2 giugno 2000 (1ª parte) 3 giugno 2000 (2ª parte)   |
| 50 | Mentre nello spazio Goku si sta allenando, la sua navicella subisce un guasto, e il Saiyan, seguendo le indicazioni dategli dal padre di Bulma in video-collegamento, la ripara uscendo momentaneamente dalla stessa con una tuta da astronauta. Nel frattempo Vegeta arriva in un villaggio di Namecc, deciso a prendere una sfera del drago. |                   |                                                     |
| 51 | La sorpresa di Re Kaio 「勇気百倍! 界王の下に集結する戦士たち」 - Yūki Hyakubai! Kaiō no Moto ni Shūketsu Suru Senshitachi | 6 giugno 1990     | 3 giugno 2000                                       |
| 51 | Vegeta si sbarazza facilmente degli abitanti del villaggio, prende la sfera ivi custodita e la nasconde nel vicino lago. Crilin e Dende, il piccolo namecciano che aveva tratto in salvo assieme a Gohan, vista la situazione di pericolo partono per recarsi dal Capo Anziano. Nel frattempo il re Kaioh mette in contatto Goku con i suoi amici defunti Yamcha, Tenshinhan, Jiaozi e Piccolo, che erano appena arrivati sul suo pianeta pronti per seguire il suo stesso allenamento. |                   |                                                     |
| 52 | Vegeta contro Zarbon 「聞け悟空よ! フリーザには手を出すな」 - Kike Gokū yo! Furīza ni wa Te o Dasu na | 20 giugno 1990    | 5 giugno 2000                                       |
| 52 | Vegeta capta le aure di Crilin e Dende dirette dal Capo Anziano, ma allo stesso tempo percepisce l'aura di Zarbon, e decide di non farsi scappare l'occasione di ucciderlo. I due iniziano quindi a combattere e sembra che il Saiyan sia il più forte. Zarbon però ad un certo punto si mette a ridere dicendo che sta per liberare la sua vera forza. |                   |                                                     |
| 53 | La trasformazione di Zarbon 「ほとんど鳥肌! 美戦士ザーボンの悪魔の変身」 - Hotondo Torihada! Bisenshi Zābon no Akuma no Henshin | 27 giugno 1990    | 5 giugno 2000 (1ª parte) 6 giugno 2000 (2ª parte)   |
| 53 | Zarbon si trasforma in un mostro orribile e Vegeta, stupito, subisce la furia dell'attacco del mostro senza potere fare nulla per contrastarla. Nello stesso momento, finalmente, Crilin e Dende giungono nella casa del Capo Anziano. |                   |                                                     |
| 54 | Una sfera per Crili 「希望の星を守れ!! クリリン驚異のパワーUP」 - Kibō no Hoshi o Mamore!! Kuririn Kyōi no Pawā Appu | 4 luglio 1990     | 6 giugno 2000                                       |
| 54 | Il Capo Anziano, dopo aver saputo grazie ai suoi poteri magici la storia di Dio e del suo arrivo sulla Terra, consegna nelle mani di Crilin la sfera del drago da lui custodita e risveglia in lui e Gohan i loro poteri sopiti. Zarbon torna da Freezer e gli riferisce che Vegeta ha perso nel combattimento, pur non essendo certo della sua morte, ma il suo capo lo vuole vivo visto che da un suo soldato ha saputo che il Saiyan ha recuperato una sfera da un villaggio di Namecc. Così Zarbon torna dal Saiyan ferito e lo mette dentro la vasca di rianimazione della navicella di Freezer. Gohan, grazie al radar di Bulma, rileva la sfera nascosta da Vegeta in un lago e parte per recuperarla. |                   |                                                     |
| 55 | Le prove di Re Kaio 「死の淵からよみがえった 奇跡の男·ベジータ」 - Shi no Fuchi kara Yomigaetta — Kiseki no Otoko - Bejīta | 18 luglio 1990    | 7 giugno 2000                                       |
| 55 | Gli allenamenti sul pianeta del re Kaioh continuano, con Piccolo molto riluttante sulla tipologia di esercizi, e dopo avere catturato la scimmia Bubbles gli amici defunti riescono a prendere anche la cavalletta Gregory. Vegeta si riprende rapidamente dal duro scontro con Zarbon e fa subito fuori Appule, altro seguace di Freezer. I due improvvisamente si accorgono che il Saiyan sta per fuggire. |                   |                                                     |
| 56 | La fuga di Vegeta 「どでかい戦闘力!! 砕け散るフリーザの陰謀」 - Dodekai Sentōryoku!! Kudakechiru Furīza no Inbō | 1º agosto 1990    | 7 giugno 2000 (1ª parte) 8 giugno 2000 (2ª parte)   |
| 56 | Vegeta riesce a fuggire con le cinque sfere recuperate da Freezer e le nasconde da un'altra parte. Il Saiyan si accorge che Crilin è in volo con una sfera del drago diretto da Gohan e Bulma, ma Zarbon, sotto ordine di Freezer, li insegue entrambi. Crilin, seguito subito dai due nemici, arriva alla caverna di Bulma. Gohan invece arriva al villaggio attaccato da Vegeta e recupera la sfera nascosta in un lago dal Saiyan. |                   |                                                     |
| 57 | La sconfitta di Zarbon 「元気が戻ったぞ!! 100倍超重力の中の悟空」 - Genki ga Modotta zo!! Hyakubai Chōjūryoku no Naka no Gokū | 8 agosto 1990     | 8 giugno 2000                                       |
| 57 | Vegeta e Zarbon si scontrano un'altra volta sotto gli occhi di Crilin e Bulma, ma questa volta il Saiyan ha la meglio visto che dopo essere stato curato ha aumentato ancora di più la sua forza ed elimina il seguace di Freezer una volta per tutte. Per non essere ucciso a sua volta Crilin è costretto a consegnare al Saiyan la sfera che ha nelle mani: ora Vegeta è convinto di aver recuperato tutte le sfere ma invece ne ha soltanto sei, visto che la settima è stata appena recuperata da Gohan. |                   |                                                     |
| 58 | Scacco matto! 「フリーザの秘密兵器! 悪魔のギニュー特戦隊」 - Furīza no Himitsu Heiki! Akuma no Ginyū Tokusentai | 22 agosto 1990    | 9 giugno 2000                                       |
| 58 | La Squadra Ginew, i migliori guerrieri della galassia al servizio di Freezer, si mette subito in viaggio verso il pianeta Namecc. Gohan mentre è in volo percepisce l'aura di Vegeta, scende a terra e cerca di nascondersi tra le rocce. Il Saiyan però è certo che ci sia qualcuno, per cui gridando minaccia di distruggere tutta la zona se costui non uscirà allo scoperto. Gohan a questo punto è costretto a farsi vedere ma fa in tempo a lasciare giù la sfera che porta con sé prima che il nemico possa accorgersene. I due si scambiano qualche battuta, con Vegeta che dopo essersi insospettito per l'oggetto che tiene in mano (il radar per cercare le sfere, che però crede essere un orologio come detto da Gohan) chiede al bambino se anche suo padre fosse sul pianeta, e dopo averlo colpito molto forte come messaggio per Goku lo lascia andare via, per cui Gohan arriva da Crilin e Bulma con ancora la sfera fra le mani. Vegeta torna al villaggio attaccato precedentemente ma non trova la sfera nascosta nel lago e capisce che è stato Gohan a prenderla. Così, infuriato, ritorna alla caverna di Bulma, ma non trova nessuno dei terrestri, i quali erano partiti poc'anzi per andare dal Capo Anziano. |                   |                                                     |
| 59 | Buona fortuna Bulma! 「ブルマが危ない!! 四星球はフリーザの手に」 - Buruma ga Abunai!! Sūshinchū wa Furīza no Te ni | 29 agosto 1990    | 9 giugno 2000 (1ª parte) 10 giugno 2000 (2ª parte)  |
| 59 | Bulma, rimasta sola, nel trambusto dei raggi lanciati lungo tutto il pianeta da Freezer che distruggono rocce qua e là sugli isolotti di Namecc, si fa scappare in un lago la sfera che Crilin e Gohan gli hanno lasciato prima di partire per andare dal Capo Anziano, che cade in un lago. Dapprima, ancora in vista, cerca di recuperarla con un bastone, ma involontariamente la fa scivolare ancora più giù. Dopo aver pensato in un primo momento di lasciarla lì, si vede quindi costretta ad immergersi con un sottomarino per riprenderla. Nelle profondità acquatiche si trova a scontrarsi prima con un mostro dal lungo collo e poi, dopo essersi fatta distrarre da una perla, con un granchio gigante che custodiva sul suo corpo la sfera in mezzo a quelle che sembravano altre sfere uguali, ma che in realtà erano le uova dei suoi piccoli. Dopo averli salvati da un crollo, il granchio la lascia andare via con la sfera. Appena riemersa in superficie però appaiono due soldati di Freezer, i quali prendono sia Bulma che la sfera e si dirigono dal loro capo. |                   |                                                     |
| 60 | Bulma contro gli uomini di Freezer 「激突だ!! 不屈の闘志の界王拳とカメハメ波」 - Gekitotsu da!! Fukutsu no Tōshi no Kaiōken to Kamehameha | 5 settembre 1990  | 10 giugno 2000                                      |
| 60 | Bulma scopre che i due uomini di Freezer non sanno nulla dei poteri delle sfere del drago e del perché tutti le cercano. Stuzzicando la loro curiosità li convince a mettersi loro stessi a caccia delle sfere per realizzare i loro desideri, riportano Bulma dove l'avevano trovata e la ragazza torna con il suo robot sottomarino nelle profondità del lago seguita dai due soldati. Ben presto però questi realizzano che sta solo tergiversando perché lì sotto non c'è alcuna sfera, e alla fine, messi in trappola dal granchio gigante precedentemente incontrato che se li divora, Bulma si libera dei due scagnozzi di Freezer e recupera la sfera del drago che questi le avevano preso. Per arrivare prima dal Capo Anziano Crilin e Gohan aumentano la loro velocità, ma Vegeta percepisce subito la loro aura e parte per inseguirli con in mano una sfera di quelle che aveva nascosto. |                   |                                                     |
| 61 | L'arrivo della Squadra Giniu 「迫る超決戦! ギニュー特戦隊只今参上!!」 - Semaru Chōkessen! Ginyū Tokusentai Tadaima Sanjō!! | 12 settembre 1990 | 12 giugno 2000                                      |
| 61 | Goku decide di interrompere il suo allenamento a super gravità sulla sua navicella per rifocillarsi, farsi una doccia e riposarsi. Il Capo Anziano risveglia a Gohan i suoi poteri sopiti, ma avverte tutti che una forza misteriosa sta per avvicinarsi al pianeta Namecc: si tratta della Squadra Ginew. Vista la situazione di pericolo Vegeta vuole ottenere l'immortalità per eliminare la squadra speciale. Così il Saiyan e i due terrestri, concordata un'alleanza che prevedeva che a Crilin fosse permesso comunque far resuscitare i suoi compagni di battaglia deceduti, prima prendono la sfera che avevano dato a Bulma senza darle uno straccio di spiegazione e dopo si dirigono in volo in tutta fretta dalle altre che aveva nascosto Vegeta. Come preannunciato la speciale squadra al servizio di Freezer atterra su Namecc, e i cinque componenti si presentano al cospetto di Freezer eseguendo le loro pose caratteristiche. |                   |                                                     |
| 62 | La squadra Giniu in azione 「悟空が大接近! フリーザの包囲網をぶち破れ」 - Gokū ga Daisekkin! Furīza no Hōimō o Buchiyabure | 19 settembre 1990 | 13 giugno 2000                                      |
| 62 | Goku viene svegliato dal suono della sveglia, per cui si appresta ad atterrare su Namecc. Il capo della squadra speciale, ovvero Ginew, rileva la presenza di Vegeta, Crilin e Gohan in volo e, seguito dagli altri, parte per inseguirli. Dopo averli raggiunti sul luogo dove il Saiyan aveva nascosto le restanti sfere, i cinque lottatori della squadra sottraggono a Vegeta e a Crilin anche le altre due che tenevano in mano. Così Ginew parte per portarle tutte a Freezer, mentre Guldo si appresta ad affrontare i nostri amici. |                   |                                                     |
| 63 | Fuori uno! 「超魔術かトリックか!? Mr.グルドが怒ったぞ!」 - Chōmajutsu ka Torikku ka!? Misutā Gurudo ga Okotta zo | 26 settembre 1990 | 14 giugno 2000                                      |
| 63 | Crilin e Gohan iniziano subito il combattimento con Guldo, cogliendolo di sorpresa. Quest'ultimo ferma il tempo più volte con i suoi poteri, ma non riesce a tenere testa ai due terrestri. L'alieno, messo alle strette, immobilizza i suoi avversari e tenta di infilzarli con un tronco acuminato. All'improvviso però Vegeta interviene decapitando Guldo e salvando Crilin e Gohan. I tre si preparano ad affrontare il prossimo avversario, Rikoom, che vuole eliminare per primo Vegeta. |                   |                                                     |
| 64 | Secondo round 「猛攻リクーム!! 悪くて強くてとんでもない奴」 - Mōi Rikūmu!! Warukute Tsuyokute Tondemonai Yatsu | 24 ottobre 1990   | 15 giugno 2000                                      |
| 64 | Vegeta attacca Rikoom e lo ferisce, ma senza riuscire a eliminarlo. Il nemico passa al contrattacco e in pochi minuti sconfigge il Saiyan. Gohan e Crilin intervengono per aiutarlo; tuttavia, dopo avere salvato Vegeta, Crilin viene atterrato con un solo colpo da Rikoom. Gohan, disperato, sfida l'avversario. |                   |                                                     |
| 65 | All'ultimo minuto 「死ぬな悟飯! 悟空, ついに決戦場に到着だ」 - Shinu na Gohan! Gokū, Tsui ni Kessenjō ni Tōchaku Da | 31 ottobre 1990   | 16 giugno 2000                                      |
| 65 | La vittoria di Rikoom sembra inevitabile. Intanto Freezer si accorge di non potere utilizzare le sfere del drago recuperate da Ginew, quindi parte in cerca di un namecciano che gli spieghi come fare, ordinando a Ginew di tenere sotto controllo le sfere. Gohan si lancia contro il suo avversario, ma quest'ultimo gli spezza il collo con un calcio. In quel momento la navicella di Goku atterra non lontano da lì, e lui percepisce subito le presenze sia di Crilin e Gohan sia dei nemici. |                   |                                                     |
| 66 | La straordinaria potenza di Goku 「ケタ外れの強さ!! 伝説の超サイヤ人孫悟空」 - Ketahazure no Tsuyosa!! Densetsu no Sūpā Saiyajin Son Gokū | 7 novembre 1990   | 17 giugno 2000                                      |
| 66 | Goku raggiunge il campo di battaglia in un attimo. Dopo aver curato Crilin, Gohan e Vegeta con i senzu ed essersi fatto raccontare come stavano andando le cose sul pianeta (utilizzando per la prima volta un nuovo potere che aveva scoperto di avere, ovvero conoscere i fatti appoggiando una mano sull'altra persona), sfida Rikoom. Mentre quest'ultimo, perplesso sulle reali capacità dell'avversario, prepara il suo colpo segreto, Goku lo mette al tappeto con una gomitata. Nello stupore generale Vegeta comincia a credere che Goku sia il leggendario Super Saiyan. |                   |                                                     |
| 67 | Gis e Barter all'attacco 「赤と青の光球! ジースとバータが悟空を襲う」 - Aka to Ao no Raitoningu Bōru! Jīsu to Bāta ga Gokū o Osō | 14 novembre 1990  | 19 giugno 2000                                      |
| 67 | Jeeth e Butter attaccano Goku con una serie di attacchi combinati, senza successo. Ignaro di ciò che sta accadendo Ginew prova alcune nuove pose di combattimento con gli uomini di Freezer, scartandone alcuni non all'altezza. Persino le tecniche più potenti dei due sfidanti non hanno effetto su Goku, che addirittura supera in velocità Butter, che si vantava di essere il più veloce della galassia. |                   |                                                     |
| 68 | Il capitano Giniu scende in campo 「ついに直接対決!! ギニュー隊長のおでましだ」 - Tsui ni Chokusetsu Taiketsu!! Ginyū Taichō no Odemashi Da | 21 novembre 1990  | 20 giugno 2000                                      |
| 68 | Goku sconfigge Butter con un paio di colpi e Jeeth fugge terrorizzato. Vegeta finisce Rikoom e Butter. Poco dopo Jeeth ritorna con il capitano Ginew, mentre Gohan e Crilin si dirigono verso il Capo Anziano. Solo Goku resta ad affrontare gli ultimi due membri della Squadra Ginew, perché Vegeta scappa, tradendolo, per cercare le sfere del drago. |                   |                                                     |
| 69 | Goku mostra la sua vera forza 「凄まじい迫力!! 見たか, 悟空のフルパワー」 - Susamajii Hakuryoku!! Mita ka, Gokū no Furu Pawā | 28 novembre 1990  | 21 giugno 2000                                      |
| 69 | Goku affronta Ginew alla pari: anche quest'ultimo ha la capacità di aumentare la forza combattiva all'occorrenza, quindi consiglia al suo avversario di battersi con tutta la sua potenza. Il Saiyan utilizza il Kaiohken, superando le aspettative di Ginew. |                   |                                                     |
| 70 | L'Anziano Saggio 「闘いの行方!? 最長老に迫るフリーザの魔の手」 - Tatakai no Yukue!? Saichōrō ni Semaru Furīza no Ma no Te | 5 dicembre 1990   | 22 giugno 2000                                      |
| 70 | Il potere di Goku sembra illimitato, tanto che anche Ginew avanza l'ipotesi del leggendario Super Saiyan. Intanto Gohan e Crilin recuperano il radar e cominciano a cercare le sfere. Il Capo Anziano invia Dende per aiutare i terrestri a usare le sfere del drago, ma subito dopo Freezer raggiunge il saggio, venendo a conoscenza della sua esistenza dopo averlo verificato con i propri occhi: Nail gli si para davanti, pronto a fermarlo. |                   |                                                     |
| 71 | Scambio d'identità 「ビックリ!! 悟空がギニューでギニューが悟空」 - Bikkuri!! Gokū ga Ginyū de Ginyū ga Gokū | 12 dicembre 1990  | 23 giugno 2000                                      |
| 71 | Ginew, interessato alla straordinaria potenza del corpo di Goku, si auto-infierisce un colpo al petto, bucandoselo con la sorpresa di Goku, dopodiché attua la tecnica dello scambio dei corpi. Ora Goku è nel corpo di Ginew, ferito, mentre Ginew si trova nel corpo di Goku. Intanto comincia lo scontro tra Nail e Freezer, in un punto del pianeta lontano dalla dimora del Capo Anziano. |                   |                                                     |
| 72 | Il falso Goku 「出でよ超神龍!! ボクの願いをかなえたまえ」 - Ide yo Sūpā Shenron!! Boku no Negai o Kanaetamae | 19 dicembre 1990  | 24 giugno 2000                                      |
| 72 | Vegeta stermina i soldati rimasti alla navicella di Freezer; poi, vedendo arrivare Crilin e Gohan, si nasconde e aspetta che siano loro a trovare le sfere del drago e ad attivarle. I due terrestri scoprono che le sfere erano state tutte seppellite sottoterra, quindi scavando un po' con le mani le estraggono, per la felicità di Vegeta, ma nemmeno loro sono in grado di usarle, e inoltre poco dopo arrivano Jeeth e Ginew, nel corpo di Goku. Crilin e Gohan in un primo momento si nascondono, ma vedendo quello che credevano essere Goku escono allo scoperto: quando capiscono che non si tratta di lui, e vedono sopraggiungere lentamente Goku nel corpo di Ginew, comincia la battaglia. |                   |                                                     |
| 73 | Goku contro Goku! 「奴はオラじゃネェ! 悟飯びびるな父を撃て!!」 - Yatsu wa Ora ja Nē! Gohan Bibiru na Chichi o Ute!! | 9 gennaio 1991    | 26 giugno 2000                                      |
| 73 | Ginew non riesce a sfruttare la forza di Goku, quindi Gohan e Crilin riescono a tenergli testa. Vegeta sconfigge facilmente Jeeth, dopodiché si lancia contro Ginew, il quale però è pronto a effettuare un nuovo scambio di corpi. |                   |                                                     |
| 74 | Giniu diventa un ranocchio 「大誤算!! ギニューがカエルになっちゃった」 - Daigosan!! Ginyū ga Kaeru ni Natchatta | 16 gennaio 1991   | 27 giugno 2000                                      |
| 74 | Goku recupera il suo corpo e Vegeta continua il combattimento con il vero Ginew. Quest'ultimo intende scambiare il proprio corpo con quello dell'avversario, ma Goku, sdraiato al suolo esausto, in un tentativo disperato lancia tra i due una rana: così Ginew è nel corpo dell'anfibio e non può più usare alcuna tecnica. Vegeta conduce Crilin e Gohan all'interno dell'astronave di Freezer, dove dice loro che Goku potrà curarsi in una speciale vasca come aveva fatto lui precedentemente, e lo posizionano all'interno. Poi consiglia loro anche di cambiarsi le tute da combattimento dando loro alcune uguali a quelle in uso ai Saiyan, che Gohan dopo un primo momento di titubanza apprezza. |                   |                                                     |

## Home video
Gli episodi della seconda stagione di Dragon Ball Z sono compresi nei dischi dal 6 al 13 dell'edizione in DVD giapponese, pubblicati il 19 marzo 2003 all'interno del primo volume di Dragon Box Z hen e poi ad uscite individuali tra il 7 dicembre 2005 e il 1º marzo 2006.
| N° | Data             | Episodi | Fonte  |
| -- | ---------------- | ------- | ------ |
| 6  | 7 dicembre 2005  | 31-36   | [ 12 ] |
| 7  | 11 gennaio 2006  | 37-42   | [ 13 ] |
| 8  | 11 gennaio 2006  | 43-48   | [ 14 ] |
| 9  | 11 gennaio 2006  | 49-54   | [ 15 ] |
| 10 | 1º febbraio 2006 | 55-60   | [ 16 ] |
| 11 | 1º febbraio 2006 | 61-66   | [ 17 ] |
| 12 | 1º febbraio 2006 | 67-72   | [ 18 ] |
| 13 | 1º marzo 2006    | 73-78   | [ 19 ] |